# Мурахолов рудошиїй
Мурахоло́в рудоши́їй (Formicarius analis) — вид горобцеподібних птахів родини мурахоловових (Formicariidae).

## Поширення
Вид поширений в Центральній та Південній Америці від східного Гондурасу до Амазонії та центральних регіонів Болівії. Живе у тропічних та субтропічних дощових лісах.

## Опис
Птах завдовжки 17—18 см, вагою 45—69 г. Тіло міцне з короткими закругленими крилами, довгими і сильними ніжками і коротким квадратним хвостом. Голова, спина та крила темно-коричневі. Горло, груди та черево сіро-коричневі. Дзьоб довгий і тонкий, чорного кольору. Лицьова маска навколо дзьоба та очей чорна. Біля основи верхньої щелепи є невелика біла пляма трикутної форми. Хвіст зверху темно-коричневий, знизу помаранчевий.

## Спосіб життя
Мешкає у вологих лісах з густим підліском. Трапляється поодинці або парами, проводячи більшу частину дня за пошуком поживи, тримаючись головним чином на землі чи недалеко від неї. Живиться комахами та іншими дрібними безхребетними. Сезон розмноження триває з березня по вересень. Гнізда облаштовує у дуплах. У гнізді 1-3 білих яйця. Про пташенят піклуються обидва батьки.